# أحمد الحلواني الكبير
الشيخ أحمد الحلواني الكبير الرفاعي (1228هـ — 1307هـ) هو شيخ قرّاء الشام.

## اسمه
أحمد بن محمد علي بن محمد الشهير بالحلواني الشافعي الأشعري الدمشقي، يتصل نسبه إلى الشيخ العارف بالله أحمد الرفاعي.

## مولده
ولد في دمشق سنة 1228هـ.

## مسيرته العلمية
حفظ القرآن الكريم من طريق حفص على الشيخ راضي، ثم أقبل على طلب العلم، فقرأ على الشيخ وجيه الدين الكزبري (ت 1262هـ) حضر عليه في (البخاري) و(مسلم) مراراً، وسمع منه (الأربعين العجلونية) وكتب له بخطّه إجازة، وقرأ في الحديث أيضاً وفي غيره على الشيخ حامد العطار (ت 1263هـ)، وقرأ في (المُغني) لابن هشام[ ؟ ] وغيره من كتب النحو على الشيخ سعيد بن حسن الحلبي (ت 1259هـ) وكان مُعيداً في درسه. وقرأ الفقه الشافعي في عدد من الكتب على الشيخ عبد الرحمن بن علي الطيبي (ت 1264هـ)، وأجازه هؤلاء الأربعة سنة 1253هـ بالتدريس.
وقرأ بعضاً من الصرف والبيان على مفتي بيروت الشيخ عبد اللطيف بن علي فتح الله (ت 1260هـ). وفي سنة 1254هـ رحل إلى مكة المكرمة فأقام بها أربع سنوات، وأخذ عن شيخ القُرّاء بها الشيخ أبي الفوز أحمد المرزوقي المصري ثم المكي، المالكي الأشعري (ت 1257هـ)، وقرأ عليه ختمة مجوّدة من طريق حفص، ولم يأذن له بالرجوع بعدها، فأقام وحفظ عليه (الشاطبية) وتلقّى عنه القراءات السبع من طريقها، ثم حفظ (الدرة) وأتم القراءات العشر من طريق (الشاطبية) و(الدرة)، ثم حفظ (الطيبة) لابن الجزري، وقرأ عليه ختمة من طريقها للقرّاء العشرة، وأجازه بالقراءات العشر وما تجوز له روايته.
ولما عاد إلى دمشق سنة 1257هـ لم يلبث فيها إلا سنة واحدة، فقد طُلب بإلحاح إلى مكة المكرمة ليقوم بالإقراء بمكان أستاذه الشيخ المرزوقي الذي تُوفّيّ، وبقي هناك سبع عشرة سنة يقرئ الناس. ثم رجع بعدها ليستقر نهائياً في دمشق، فأقبل عليه الناس، واشتهر أمره، وانتُفع به، وانفرد بعلم القراءات في جميع بلاد الشام، وقد أحيا هذا العلم بعد اندراسه فكان فريد عصره.

## شيوخه
تربى تربية دينية برعاية والده السيد محمد علي الرفاعي الحلواني. وكان أول أستاذ له الشيخ راضي المصري، الذي أتم عليه حفظ القرآن الكريم، ثم درس العلوم العقلية والنقلية على أساتذة عصره، مثل: خاتمة المحدثين الشيخ عبد الرحمن الكزبري، وشافعي زمانه الشيخ عبد الرحمن الطيبي، وأبي حنيفة وقته الشيخ سعيد الحلبي، ومفسر الديار الشامية الشيخ حامد العطار، والشيخ عبد اللطيف مفتي بيروت. وما زال يتلقى عنهم العلوم والفنون حتى أذنوا له في التدريس في غرة شوال سنة 1253هـ. وبعد ذلك رحل حاجا إلى بيت الله الحرام مع الوافد الشامي، ولما وصل إلى مكة المكرمة، اجتمع فيها بخاتمة المحققين شيخ قراء مصر العلامة الشيخ أحمد المرزوقي المالكي المجاور لبيت الله الحرام، فاستبقاه فيها بعد أداء الحج لما رأى فيه من المقدرة والتضلع في العلوم وعدم التعلق بأعمال الدنيا، وخلوه من الأهل والولد. وأمره بحفظ «الشاطبية» فحفظها، وقرأ عليه القرآن كله بالتجويد على رواية حفص، مع مطالعة شروح الشاطبية. وبعد ذلك شرع في دراسة القراءات السبع. ثم قرأ القرآن كله بها على الشيخ المرزوقي، فأقام له عقبة ذلك حفلة تكريم تجاه باب الكعبة المشرفة، حضرها الأشراف والعلماء والقراء وغيرهم، وبعد ذلك حفظ عليه «الدرة» في القراءات الثلاث المتممة للعشر، كما قرأ عليه شرحها، والقراءات العشر على طريقي الشاطبية والدرة. فلما أتمها أقام له حفلة تكريم أخرى، ثم أمره بحفظ الطيبة، وقراءة شرحها ومطالعة التحارير المتعلقة بها، فلما أتم ذلك أقرأه القرآن كله كاملا بطريقة «الطيبة». ثم جمع أفاضل مكة المكرمة وأجازه أمامهم بأن يقرأ ويقرئ في أي مكان حل بما لقنه إياه، مما أخذه عن شيخ الإقراء في مصر الشيخ أحمد المحملجي الهندي، فأسكنه داره، متكفلاً له بما يلزم من كتب وملبس ومشرب ومأكل وغير ذلك. ولما انتهت دراسته سنة 1258هـ استأذن أستاذه في الرجوع إلى دمشق، وكانت خالية من علوم القراءات، فنشرها فيها، وحفظ عليه القرآن عدد كثير. وممن تلقى عليه القراءات السبع الشيخ عبد الله الحموي، والشيخ صالح الكردي. وقد كرمهما عقب ذلك أمام جمع من أفاضل دمشق، وكان ذلك مستهل سنة 1262هـ. وما زال مثابراً على نشر فن القراءات وتجويد القرآن إلى غاية شهر شوال سنة 1263هـ، وفيها رجع مع موكب الحج الشامي إلى مكة المكرمة، ولما بلغها نُعي إليه شيخه السيد أحمد المرزوقي، فجلس مكانه متصدياً لنشر القراءات في البلاد الحجازية، وتخرج عليه عدد عظيم من أبنائها وأبناء البلاد الإسلامية المختلفة. وفي سنة 1278هـ رجع إلى دمشق مع المحمل الشامي وجمع عليه القراءات السبع والعشر كثيرون من أهل الشام وغيرهم.

## طلابه
أنشأ الشيخ جيلاً من علماء فن القراءات والتجويد، أتقنوا عليه الحفظ والضّبط، فصاروا من بعده حلقات للسلسلة الذهبية بالقرآن الكريم، كان من أبرزهم ولده الشيخ محمد سليم الحلواني شيخ القرّاء بعده، والشيخ عبد الرحيم دبس وزيت، والشيخ جمال الدين القاسمي. وفي مقدمة تلاميذه في القراءات العشر من الدمشقيين: الشيخ أحمد دهمان، والشيخ محمد القطب، وولده الشيخ محمد سليم الحلواني شيخ القرّاء بعده، والشيخ محمد المجذوب، والشيخ محمد سبانو، والشيخ عبد الغني البيطار. ومن أهل حماة: الشيخ محمود الكيزاوي وتلاميذه، ومن تلاميذه في القراءات السبع: الشيخ نجيب كيوان، والشيخ راغب الحموي، والشيخ صالح الديراني.

## مؤلفاته
أرجوزة في رواية ورش من طريق الأزرق مع شرح لها، وأرجوزة أو رسالة في علم التجويد سمّاها (المنحة السّنيّة) وشرحها شرحاً لطيفاً وسمّاه (اللطائف البهية).

## أخلاقه
كان الشيخ لطيفاً يؤنس الجليس، عليه خشوع وسكينة، غالب أوقاته في تلاوة القرآن الكريم، ملازماً لبيته لا يخرج منه إلّا لضرورة، يغلب عليه الزهد والصلاح، مربّياً ناصحاً.

## وفاته
توفّي عصر يوم الأحد 26 جمادى الآخرة سنة 1307هـ، ودفن في مقبرة الدحداح، بعد أن صُلّي عليه في الجامع الأموي، وأُخّر تجهيزه ليوم الاثنين.

## وصلات خارجية
- رابطة علماء الشام: الشيخ أحمد الحلواني.